# Patrick Gräser
Patrick Gräser (* 28. Dezember 1969 in Aschaffenburg) ist ein deutscher Schauspieler.
Patrick Gräser hat eine griechische Mutter und lebte im Alter von 9 bis 14 in Athen.
Er spielte bereits mit 10 Jahre in einem Laientheater, bevor er ab 1996 privaten Schauspielunterricht nahm, um die Schauspielerei zu seinem Beruf zu machen. 1997 bekam er in der Serie Geliebte Schwestern seine erste größere Rolle.

## Filmografie

### Fernsehen
- 2013, 2014: Verbotene Liebe (Nebencast)
- 2009: Die Rosenheim-Cops – Im Fadenkreuz
- 2005, 2007: Unser Charly (2005 Episodenrolle, 2007 durchgehende Rolle)
- 2006: SOKO Köln – Die Braut trägt rot
- 2006: Rosamunde Pilcher – Flügel der Hoffnung
- 2006: Alarm für Cobra 11 – Ausgeliefert
- 2006: Ein Fall für B.A.R.Z. – Durchgeboxt
- 2005: Kurhotel Alpenglück
- 2001–2004: Küstenwache, Janis "Jan" Kamp
- 2002, 2004: SOKO 5113 (2 Episodenrollen)
- 2002: Für alle Fälle Stefanie – Probezeit für die Liebe
- 1999: Die Motorrad-Cops – Hart am Limit (Episodenrolle)
- 1999–2000: Mallorca – Suche nach dem Paradies (Hauptcast)
- 1998: Balko – Augen in der Nacht
- 1997–1998: Geliebte Schwestern (Hauptcast)
- 1997: Ein Fall für zwei – Ende einer Täuschung

### Kurzfilme
- 2001: Die Ritter von St. Albans
- 2001: Menschlich
- 1997: Lichtenbergers Prognosen